# Les Angles (Pirineos Orientales)
Les Angles, Els Angles en idioma catalán, es una localidad  y comuna francesa, situada en el departamento de Pirineos Orientales en la región de Occitania.
A sus habitantes se les conoce por el gentilicio anglesencs.

## Geografía
La comuna está situada en los Pirineos catalanes, en la comarca del Capcir.

Localización de Les Angles en el departamento de Pirineos Orientales.

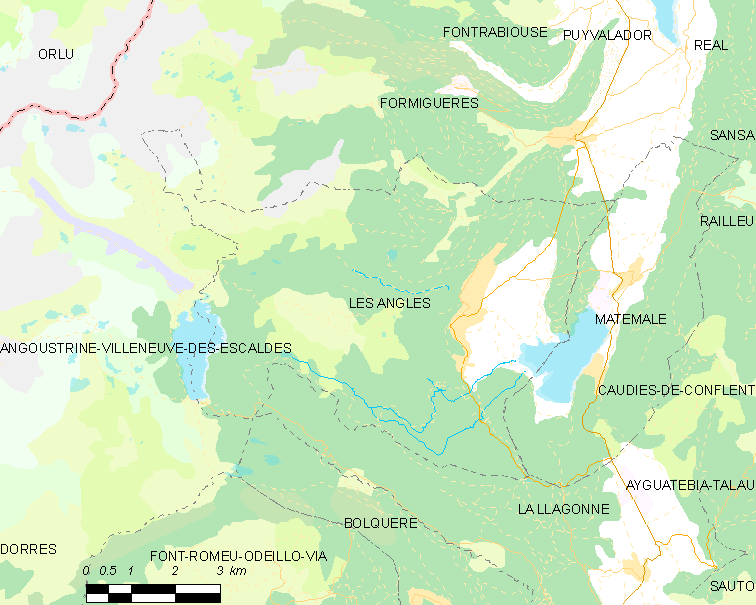
Situación de Les Angles

## Historia
Las primeras menciones a Les Angles aparecen cuando estas tierras fueron donadas por el conde de la Cerdaña, Sunifredo, en el año 965, a la abadía de San Miguel de Cuixá. En el año 1106, el arqueobispo de Narbona consagró la iglesia de St. Sauveur des Angles, alrededor de la cual se había ido construyendo un pequeño pueblo; durante este mismo siglo, los habitantes tuvieron que abandonar el lugar, ante amenazas enemigas, e instalarse en y alrededor de una masía fortificada próxima, el «mansus de Podio», ya convertido en el castrum Podio Angulorum in parochia Sancti Salvatoris y, a partir del cual, evolucionó la población.
Entre los siglos XIV y mediados del XX, la densidad de la población fue muy descontinua; guerras y declives de la agricultura influyeron directamente en estas oscilaciones. Fue a partir de 1964, por la construcción de la estación de esquí, que se reanudó un lento pero progresivo aumento de la población, por la presencia turística y su correspondiente aporte en la economía local.

## Gobierno y política

### Alcaldes
| Alcalde         | Período   |
| --------------- | --------- |
|                 |           |
| Christian Blanc | 2001-2014 |
| Michel Poudade  | 2014-     |

## Demografía
| 255 | 277 | 351 | 475 | 528 | 590 | 561 | 541 |
| Para los censos de 1962 a 1999 la población legal corresponde a la población sin duplicidades (Fuente: INSEE [Consultar]) |     |     |     |     |     |     |     |

## Lugares de interés
- Parque animal de les Angles
- Estación de esquí